# 핀인
핀인(영어: Finns) 또는 수오미인(핀란드어: Suomalaiset 수오말라이세트[*])은 핀란드어를 모국어로 사용하며, 핀란드 및 북유럽에 거주하는 민족을 말한다. 핀란드라는 나라 이름은 이들에게서 유래되었다. 핀인을 핀란드인이라고도 하는데, 핀란드인의 또 다른 의미로는 핀란드의 국민(시민권자)을 말한다. 하지만, 핀란드에는 사미인, 스웨덴인 같은 소수민족들이 있는 관계로, 보통 핀란드인은 핀인을 말하는 표현으로 사용된다.

## 개요
핀인은 원래 우랄산맥 근처에서 유래한 민족으로 추정되며, 이들은 고대에 발트해 주변 지역을 거쳐 기원전 8세기 무렵에 핀란드까지 도달하였다. 흔히 같은 우랄어계인 헝가리의 마자르족과 비교된다. 지금도 핀란드 인구의 90% 이상이 핀인으로 알려져 있다.

## 같이 보기
- 핀란드의 인구
- 핀란드어